# 시오카제 (방송)
시오카제(일본어: しおかぜ, 영어: Radio Sea-Breeze)는 일본의 민간단체 특정실종자문제조사회에서 운영, 방송하는 일본에서 유일한 대북방송을 위한 단파방송국이다. 조선민주주의인민공화국에 의해 납치된 일본인 피해자들을 위해 한국어, 일본어, 중국어, 영어로 방송한다. 청취가 가능한 지역은 대한민국, 조선민주주의인민공화국과 그 주변 지역이다. 시오카제의 뜻은 바닷바람이다. 

## 방송 정보

### 주파수
| 방송국  | 한국 표준시 | 주파수               |
| ------- | ----------- | -------------------- |
| 제1방송 | 05:00~06:00 | 5910, 5965, 6110 kHz |
| 제2방송 | 22:30~23:30 | 5910, 5985, 6135 kHz |

모든 방송의 출력은 300kW이다.

### 내용
- 제1 방송(일본어)
일본어로 납치 피해자에 대한 정보 낭독, 납치 피해자 가족의 메시지 낭독 방송.
- 제2 방송(한국어, 영어, 중국어, 일본어)
납치 피해자에 대한 정보 낭독 및  납치 문제에 관한 뉴스와 해설 방송.

## 같이 보기
- 대북방송

## 참고
1. ↑  “A19 Schedule of JIC”. 2024년 6월 23일에 확인함.

- 시오카제  - 공식 웹사이트